# Saint-Chamond (Panzer)
Der Saint-Chamond war ein französischer Panzer aus der Zeit des Ersten Weltkriegs. Benannt war er nach der Stadt Saint-Chamond, dem Standort der Rüstungsfirma FAMH, die ihn produzierte.
Er stellt zusammen mit dem Schneider CA1 den ersten Versuch der französischen Industrie in Richtung einer Panzerkonstruktion dar. Seine Entwicklung, basierend auf dem ersten Versuchsfahrzeug des Schneider CA1, begann im Frühjahr 1916 bei der Compagnie des Forges et Aciéries de la Marine et d’Homécourt (FAMH) in Saint-Chamond.

## Bewaffnung und Technik
Das Modell war vorne mit einer 75-mm-Kanone sowie an Front, Seiten und Heck mit vier MGs bewaffnet und bot somit der acht Mann starken Besatzung durchaus geeignete Mittel für den Kampfeinsatz. Technisch bemerkenswert war das Antriebssystem. Die Gleisketten wurden durch getrennte Elektromotoren betrieben und über elektrische Widerstände gesteuert. Dies führte im Vergleich zu den gängigen mechanischen Systemen zu einer wesentlich komfortableren Lenkung des Panzers. Dieses System war aber auf Grund von möglicher Überhitzung der Elektromotoren sehr unzuverlässig.

## Militärische Untauglichkeit
Als fatal hingegen erwies sich die Chassis- und Kettenkonstruktion des Fahrzeugs. Die Konstrukteure übernahmen Benjamin Holts im zivilen Bereich bewährtes Caterpillar-System, das ursprünglich für zivile Kettenschlepper entwickelt worden war und in überarbeiteter Form auch beim deutschen Sturmpanzerwagen A7V zum Einsatz kam. Die Franzosen sicherten das für relativ festes Gelände entwickelte Laufwerk jedoch nicht gegen Beschuss. Das gravierendste Problem der Konstruktion war jedoch der mehr als neun Meter lange Rumpf des Fahrzeugs, der vorne und hinten noch knapp zwei Meter über die damit überforderten Gleisketten hinausragte. Somit konnte der Saint-Chamond eine wichtige Anforderung an Panzer des Ersten Weltkriegs – die im Rahmen der Geländegängigkeit erforderliche Fähigkeit zur Überwindung von Hindernissen – keineswegs erfüllen und scheiterte selbst an einfachen Infanterielaufgräben. Infolgedessen blieben auch alle 16 eingesetzten Fahrzeuge beim ersten Gefechtseinsatz am 5. Mai 1917 an Hindernissen stecken. Dies hatte zur Folge, dass das Modell aufgegeben wurde. Nachdem die ersten 400 bestellten Wagen im Frühjahr 1918 gebaut waren, stellte man die Produktion des Saint-Chamond zu Gunsten des leichten Renault FT ein. Die Fahrzeuge wurden nach dem Kriegsende im Herbst 1918 nur noch zur Schulung neuer Besatzungen eingesetzt.

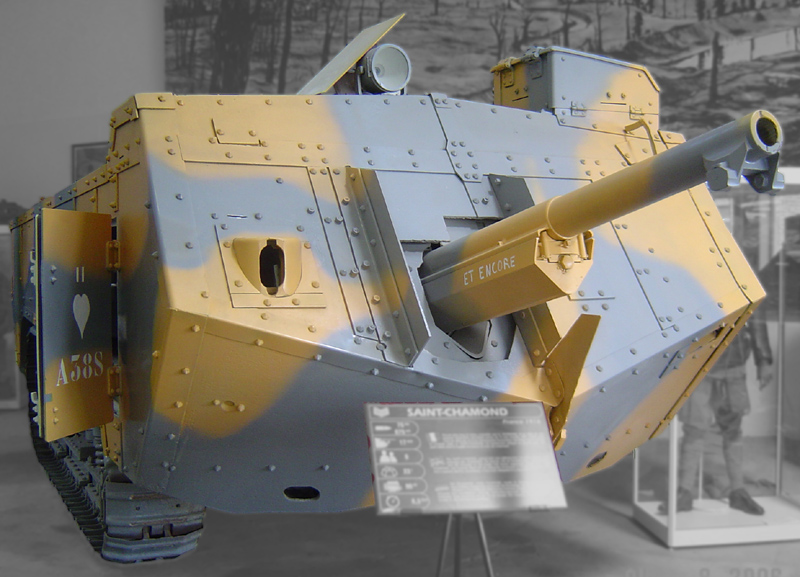
Der letzte Saint-Chamond im Musée des Blindés in Saumur
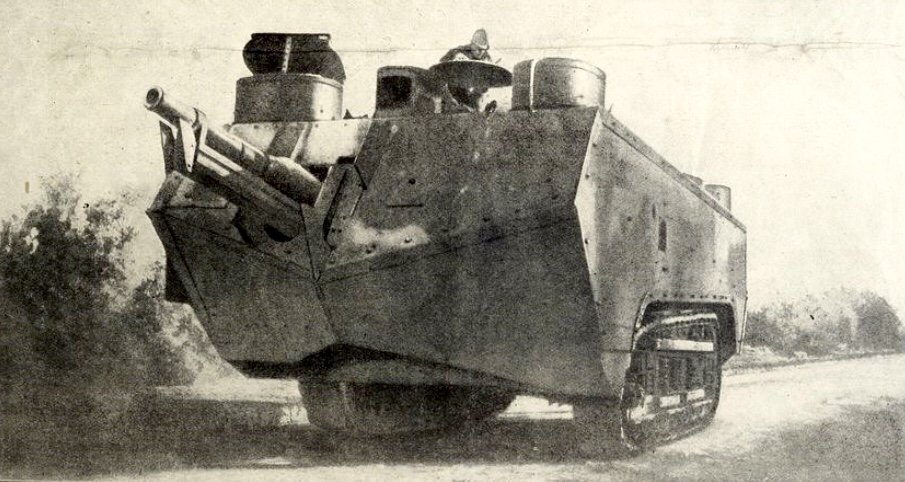
Saint-Chamond
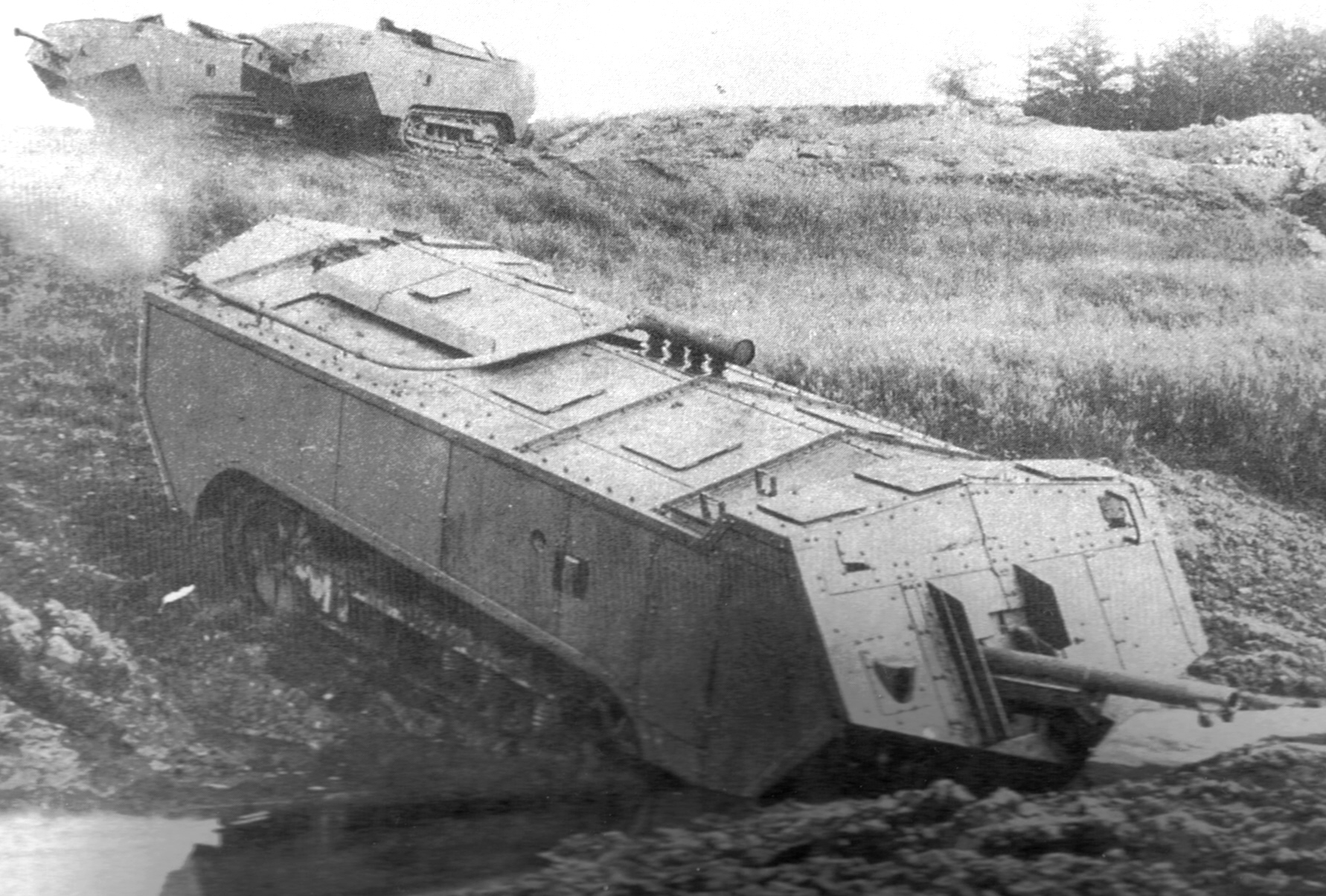
Der Saint-Chamond hatte einen kleinen vorderen Böschungswinkel